# ТВ ЈОЈ
ТВ ЈОЈ (слч. TV JOJ) је словачка телевизија, која емитује од 2. марта. 2002. године. Сам програм емитује од 25 марта 2000, под именом ТВ Глобал. Прво седиште је вероватно најпре било у Кошицама. Садашње седиште телевизије ЈОЈ је у Братислави. Први генерални директор телевизије је био Рихард Рибничек а садашњи директор је Франтишек Боровски. Програм се састоји од три телевизијска канала: телевизије ЈОЈ, телевизије ПЛУС и телевизије ВАУ. Плус емитује од 5. октобра 2008. У марту, 2013 је телевизија ЈОЈ обавестила да ће 15. априла 2013, почети с емитовањен телевизија ВАУ, канал за све жене. Телевизија је популарна и гледана телевизија, а највише по томе што има најбоље вести у Словачкој. На програму се емитују разни филмови, цртани филмови, теленовеле, емисије, ријалити-шоу програми, политика и разне вести.